# 中城街道 (龙岩市)
中城街道，是中华人民共和国福建省龙岩市新罗区下辖的一个乡镇级行政单位。

## 行政区划
中城街道下辖以下地区：
青草盂社区、凤凰社区、北关社区、梅林社区、北门社区、上井社区、兴门社区、虎岭社区、中街社区、西街社区和宝泰社区。